# Laubach (Bas-Rhin)
Laubach ist eine französische Gemeinde mit 316 Einwohnern (Stand 1. Januar 2021) im Département Bas-Rhin in der Region Grand Est (bis 2015 Elsass).

## Geographie
Die Gemeinde Laubach liegt am Rande des Forêt de Haguenau, etwa zwölf Kilometer nordwestlich von Haguenau.

## Geschichte
Von 1871 bis zum Ende des Ersten Weltkrieges gehörte Laubach als Teil des Reichslandes Elsaß-Lothringen zum Deutschen Reich und war dem Kreis Weißenburg im Bezirk Unterelsaß zugeordnet.

### Bevölkerungsentwicklung
| 1910 | 1962 | 1968 | 1975 | 1982 | 1990 | 1999 | 2006 | 2018 |
| ---- | ---- | ---- | ---- | ---- | ---- | ---- | ---- | ---- |
| 249  | 219  | 235  | 232  | 240  | 252  | 275  | 295  | 322  |

## Sehenswürdigkeiten
- Kirchenglocke von Mathaeus Edel aus Straßburg aus dem Jahr 1736 in der Kirche Saint-Joseph